# Циліндрична змія
Циліндрична змія (Cylindrophis) — єдиний рід неотруйних змій родини Циліндричні змії. Має 16 видів.

## Опис
Загальна довжина представників цього роду коливається від 30 до 55 см. Голова невелика з великими вертикальними щитками, не відділена від тулуба шийним перехопленням. Зуби помірної довжини у кількості 10-12, лише на верхній щелепі. На міжщелепній кістці зуби відсутні. Очі дуже маленькі, але добре розвинені й не прикриті щитком. Зіниці круглі або вертикальні. Ніздря поєднані шовом за ростральним щитком. Тулуб має циліндричну форму. Спинна луска гладенька, має 19—23 рядків. Хвіст короткий й тупий.
Забарвлення темних кольорів зі світлими кільцями на тулубі та хвості.

## Спосіб життя
Полюбляють тропічні ліси, чагарникові хащі. Значну частину життя проводять під землею. Активні вночі. Харчуються земноводними, безхребетними, дрібними зміями.
Це яйцеживородні змії. Самиці народжують до 15 дитинчат.

## Розповсюдження
Мешкають у південній, південно—східній та східній Азії.

## Види
- Cylindrophis aruensis Boulenger, 1920
- Cylindrophis boulengeri Roux, 1911
- Cylindrophis burmanus Smith, 1943
- Cylindrophis engkariensis Stuebing, 1994
- Cylindrophis isolepis Boulenger, 1896
- Cylindrophis jodiae Amarasinghe, Ineich, Campbell & Hallermann, 2015
- Cylindrophis lineatus Blanford, 1881
- Cylindrophis maculatus (Linnaeus, 1758)
- Cylindrophis melanotus Wagler, 1830
- Cylindrophis mirzae Amarasinghe, Ineich, Campbell & Hallermann, 2015
- Cylindrophis opisthorhodus Boulenger, 1897
- Cylindrophis osheai Kieckbusch, Mader, Kaiser, & Mecke, 2018
- Cylindrophis ruffus (Laurenti, 1768)
- Cylindrophis slowinskii Bernstein, Bauer, McGuire, Arida, Kaiser, Kieckbusch & Mecke, 2020
- Cylindrophis subocularis Kieckbusch, Mecke, Hartmann, Ehrmantraut, O'Shea & Kaiser, 2016
- Cylindrophis yamdena Smith & Sidik, 1998